# 堀口貞夫
堀口 貞夫（ほりぐち さだお、1933年 - ）は、日本の産婦人科医。愛育病院元院長。神奈川県横浜市出身。

## 人物・来歴
東京医科歯科大学医学部卒。東京大学医学部産科婦人科教室を経て、同愛記念病院産婦人科医長、東京都立築地病院産婦人科部長、愛育病院院長などを務め、医療法人・中林病院、「主婦会館クリニック・からだと心の診察室」で診察を行う。妻も産婦人科医の堀口雅子（1930-）。

## 著書
- 『産科と酸塩基平衡』 (酸塩基平衡と臨床シリーズ) 真興交易医書出版部, 1973

### 共編著
- 『妊娠と出産 マイナス1才の育児』 (コレクションファミリエ) 野末悦子,堀口雅子共著. ひかりのくに, 1974
- 『完全な避妊 失敗しないあなたの避妊法』堀口雅子共著. 永岡書店, 1979.12
- 『初めての妊娠・出産 すばらしい子を生むために』堀口雅子共著. 西東社, 1983.12
- 『初めての妊娠・出産』堀口雅子共著. 西東社, 1994.5
- 『避妊の教科書』堀口雅子共著. 自由企画・出版, 1994.5
- 『10代からのセイファーセックス入門 子も親も先生もこれだけは知っておこう』 (プロブレムQ&A) 堀口雅子,伊藤悟,簗瀬竜太,大江千束,小川葉子共著. 緑風出版, 2005.7
- 『ゆっくりきっぱりお母さんになる』 (赤ちゃんとマママタニティライフシリーズ) 金澤直子共著. 赤ちゃんとママ社, 2008.2
- 『夫婦で読むセックスの本』堀口雅子共著 (生活人新書) 日本放送出版協会, 2008.9
- 『お医者さん夫婦のカラダにやさしい長生き養生訓56』堀口雅子共著. マガジンハウス, 2013.12
- 『セックスレス時代の中高年「性」白書』日本性科学会セクシュアリティ研究会編, 荒木乳根子,石田雅巳,大川玲子, 金子和子,堀口雅子共著. harunosora, 2016.9

### 監修
- 『初めての妊娠・出産book あなたにもできるリラックス安産』監修. 成美堂出版, 1998.8
- 『妊娠中の食事と栄養book 元気で丈夫な赤ちゃんのためのかんたんレシピ』監修. 成美堂出版, 2005.2

翻訳
- スーザン・マギー, カーラ・ナキスベンディ『妊娠セラピー はじめての出産でも安心』日本語版監修, 鈴木美朋訳. 二見書房, 2007.3